# Всесвятская улица (Киров)
Всесвятская улица (Всехсвятская, Дерендяева) — одна из старейших улиц Вятки, расположенная в историческом центре города. 
Появилась в 1784 году, получив название от Всехсвятской слободы, что стала частью города по новому регулярному плану Вятки.
От Церкви Всех Святых во времена Российской империи начинался Московский тракт, и та встречала всех, кто въезжал в Вятку из центральной России. В их числе были цесаревич Александр Николаевич, ссыльные А. Л. Витберг, М. Е. Салтыков-Щедрин и А. И. Герцен. От её стен из города уезжали братья Васнецовы, В. М. Бехтерев, Александр Грин и К. Э. Циолковский.
На Всесвятской, хоть она и не является центральной улицей, расположено множество важных зданий  — правительство Кировской области, Областной суд и Областная больница.
Единственная улица города, разделённая на три несвязных части.
В 1918-2025 годах называлась в честь мифического революционера Дерендяева, существование которого подвергается сомнению.

## Название

### Всехсвятская-Всесвятская
Название «Всехсвятская» происходит от Всехсвятской слободы, вошедшей в состав города в 1784 году при утверждении регулярного плана. Сама слобода появилась ещё в середине XVII века, и получила своё название от церкви Всех Святых, построенной в 1660-х годах.
К началу XX века многие горожане начинают употреблять название улицы без буквы «х» . Оно постепенно приобретает свою современную форму «Всесвятская», вытесняя «Всехсвятскую» и на официальном уровне. Это отражено в плане города Вятки из «Памятной книжки и календаря Вятской губернии на 1909 год», и последующих планах 1910 и 1914 годов, а также документах большевиков по переименованию улицы. 

### Дерендяева
21 сентября 1918 года Всесвятскую улицу переименовали в улицу Дерендяева. По официальной легенде Дерендяев был ссыльным петербургским революционером, которого в 1908 году задержали и казнили в лесу за рекой Люльченкой. Фамилии «Дерендяев» нет ни в документах о ссыльных, ни о казнённых за 1907-1909 гг. 
Имя Дерендяева ныне продолжает носить переулок, бывший ранее частью Всесвятской улицы. Он отделён от неё двумя кварталами.

### Возвращение исторического названия
В 2024 году ряд депутатов городской Думы предложил вернуть 7 улицам в историческом центре города их дореволюционные имена. Предложены были Владимирская, Никитская, Успенская, Морозовская, Всесвятская, Острожная и Бутырская. Вопрос был рассмотрен на совете по топонимии, большинство членов проголосовали за. После опроса населения было принято решение поднять вопрос о возвращении Острожной и Бутырской позже. Оставшиеся 5 улиц, в том числе Всесвятскую, утвердили к переименованию 19 декабря 2024 года на заседании городской Думы. Решение вступило в силу 1 июля 2025 года.

## История

### Всехсвятская слобода
В 1660-х годах на высоком холме за Московскими воротами, в 150-200 саженях от земляного города, строится деревянная церковь Всех Святых. Её прихожанами стали жители близлежащих деревень. По началу вокруг церкви стояли лишь дома церковнослужителей, а рядом с ней проходила Московская дорога, что связывала город с центральной Россией.
Вятка в тот момент была полностью деревянной, в связи с чем постоянно страдала в городских пожарах. Пламя не доходило до Всехсвятского погоста, потому рядом с домами притча стали селиться и простые горожане, а также новоприбывшие жители. В 1678 году при церкви насчитывалось 10 дворов. В XVIII век погост превращается в крупную Всехсвятскую слободу. К середине XVIII столетия Всехсвятская и Владимирская слободы фактически становятся частью города, являясь его прямым продолжением. 
В слободе жили многие купцы, в числе которых находился род Лянгусовых, что торговал с Китаем.
В 1723 году в Всехсвятской слободе на средства Лянгусовых строится на месте старой строится новая каменная церковь Всех Святых. Она появилась в период раннего Вятского барокко, строилась без чертежей, народными мастерами в числе первых каменных зданий города. В этот же период строится и ныне существующий храм Иоанна Предтечи. В 1768, а также 1780-1785 гг. Всехсвятскую церковь значительно достроят.
Во время составления регулярного плана Вятки 1784 года по оси Всехсвятская церковь —  Троицкий собор будет проведена улица Московская, ставшая основой для планирования остальных городских улиц.

### Всехсвятская улица
С утверждением нового плана Всехсвятская слобода стала частью города и перестала существовать. На смену древней планировке пришла квартальная сетка новых улиц. Названия им давались либо по старым улицам, либо по географическим ориентирам. Улица, протянувшаяся на север и юг от Всехсвятской церкви, получила именование Всехсвятской.
Первоначально улица проходила от Острожной до Орловской. В 1812 году её расширили до современных границ: от Луковицкого оврага до реки Хлыновицы.
На юге Всехсвятская улица прерывалась большим городским Ахтырским кладбищем с одноимённой церковью. Оно располагалось в участке между Семёновской, Владимирской и Кукарской улицами.
На Всехсвятской селились поляки-католики, построившие в начале XX века Александровский костёл. Его открытие состоялось 31 августа 1903 года.
В 1902 — 1907 гг. Всехсвятская церковь была перестроена по проекту вятского губернского архитектора Ивана Аполлоновича Чарушина. С южной стороны к тёплому храму был пристроен третий придел, в честь иконы «Нечаянная радость». Старая колокольня была разобрана, паперть под ней соединена с храмом. Западнее была выстроена новая колокольня и две палатки.

### Советское время
В 1932 году Всехсвятская церковь была закрыта для богослужений. В здании был устроен клуб находившегося рядом завода «Красный Металлист». Купола и колокольню разобрали, однако новая крыша так и не была построена. Бывший храм некоторое время стоял в полуразрушенном виде, после чего был разобран. 1933 году был закрыт Александровский костёл.
В 1937 году на участке между улицами Дерендяева (ныне Всехсвятской) и Карла Маркса (ныне Владимирской) по улице Коммуны (ныне. Московской) началось строительство Дома Советов, шедшее до 1949 года. Стройка сильно изменила облик не только Театральной площади, но и Всесвятской улицы — множество каменных и деревянных зданий было снесено не только для строительства здания, но и после его завершения. 
Например, дом врача А. Рудольского, стоявший на углу Всехсвятской и Московской, был снесён уже в 70-х годах XX века несмотря на статус памятника истории местного значения. В 1907 году в подвале этого дома действовала подпольная типография РСДРП, выпускавшая нелегальную газету «Подпольный листок». В память о доме на здании Дома Советов висит памятная табличка.
Во второй половине XX века старая одноэтажная, зачастую деревянная застройка постепенно сносилась. На её месте появлялись многоэтажные дома.
В 1950-х годах на месте Ахтырского кладбища начинается строительства ряда зданий для Кировской областной больницы. Их ввели в эксплуатацию к 1958 году. Ахтырская церковь, закрытая ещё в 1930-х годах, была перестроена под больничные нужды.

### Новая Россия
В 1990-х и 2000-х годах значительная часть деревянной застройки улицы была утрачена. Ныне она почти полностью застроена советскими и современными домами.
Община Вятских католиков после распада СССР многократно пыталась вернуть себе Александровский костёл, но безуспешно. 11 июня 2020 года в Арбитражном суде Кировской области был рассмотрен иск о передаче костёла католическому приходу. В иске было отказано.
23 января 2021 года на улице Дерендяева, у западной части Дома Советов, прошла несанкционированная акция протеста. Митингующие прибыли к входу в 16.00 со стороны Театральной площади, после чего разошлись в течение двух часов.
Летом 2024 года на участке от улицы Герцена до Спасской на бетонном заборе водоканала появился арт-объект, длинной более 160 метров. Граффити было посвящено 650-летию города и Дню России.
19 декабря 2024 года кировская городская Дума приняла решение о возвращении улице Дерендяева исторического названия Всесвятская. Решение вступило в силу 1 июля 2025 года.

## Значимые места и памятники архитектуры

### Существующие
- Дом притча Всехсвятской церкви (№33)
- Дом Советов (№34)
- Александровский костёл (№46)
- Дом И. И. Лебедева (№61)
- Дом И. И. Лебедева (№61а)
- Комплекс зданий Областной больницы

### Утраченные
- Всехсвятская церковь
- Ахтырское кладбище
- Усадьба Михайлова (№6)
- Усадьба Новокайдатских (№8)
- Дом Богданова И. И.
- Дом Россохина Ф. Ф. (№19)
- Два деревянных жилых дома (№28, 33)
- Дом Пацовских
- Дом и флигель Семакова Н. И. (№50)
- Дом Фронтирской Р. С. (№52)
- Дом Чежеговой (№54)
- Дом Якубовского (№59)
- Дома усадьбы Лебедева И. И. (№61 и 61а)
- Дом Бакина (№63)
- Приют для детей с домовой церковью (№65)
- Дом Огородников Н. Д. (№71)
- Дом Смирновой (№74)
- Клуб железнодорожников

## Парки и скверы
- Всехсвятский сквер
- Бутырский сквер

## Памятники и арт-объекты
- Бюст В. И. Ленина
- Граффити на Всесвятской

## Проблема Всехсвятской-Всесвятской
Возвращение варианта «Всесвятская», без буквы «х», стало поводом для многочисленных обсуждений. 
Некоторые онлайн-карты стали использовать вариант «Всехсвятская». На табличках, указывающих исторические названия улиц Кирова, также писалось «Всехсвятская». 
Оригинальным названием улицы действительно является Всехсвятская. Оно перешло от Всехсвятской слободы, названной в свою очередь от Церкви Всех Святых, что была в районе перекрёстка нынешних Всесвятской и Московской. На всех картах XIX века название улицы писалось в варианте с буквой «х».
В администрации города заявили, что улица имела два исторических названия. Более того, вариант «Всесвятская» использовался на официальном уровне с 1910-х годов. Впервые «Всесвятская» замечена на плане города Вятки из «Памятной книжки и календаря Вятской губернии на 1909 год».
«Всесвятская» задокументирована на пленарном собрании Вятского Совета 21 сентября 1918 года, на котором было принято решении о переименовании улицы.

В газетном объявлении от 21 января 1919 года также используется вариант «Всесвятская»:
«Телята племенные на малой ферме Горкоммуны продаются исключительно на племя беднейшему рабочему населению по удостоверениям советских организаций. Осматривать ежедневно — У г. Дерендяева, быв. Всесвятской и 5-й Советской, быв. Раздерихинской»